# Black Level (película)
Black Level (en ucraniano: Рівень чорного) es una película dramática ucraniana de 2017 dirigida por Valentyn Vasyanovych. Fue seleccionada como mejor película en lengua extranjera para la 90.ª edición de los Premios Óscar, pero no fue nominada.

## Sinopsis
El 50 aniversario marca el inicio de una etapa difícil en la vida del fotógrafo de bodas llamado Kostya. Todo lo que amaba y a lo que estaba unido se ha ido para siempre. Aunque no hay muchas cosas así en su vida: un padre paralizado tras una apoplejía, un amigo, un estilista de revistas de bodas, un gato viejo, diapositivas en las que es feliz. Kostya lleva toda su vida fotografiando la felicidad de otras personas. Para él, es una rutina normal.

## Reparto
- Kostyantyn Mokhnach como Kostya[3]
- Kateryna Molchanova como Katya[3]